# Gol Mīm
Gol Mīm (persiska: گل میم) är en ort i Iran.   Den ligger i provinsen Khorasan, i den nordöstra delen av landet, 600 km öster om huvudstaden Teheran. Gol Mīm ligger 1 708 meter över havet och antalet invånare är 403.
Terrängen runt Gol Mīm är huvudsakligen kuperad, men österut är den platt. Terrängen runt Gol Mīm sluttar brant österut. Runt Gol Mīm är det ganska glesbefolkat, med 43 invånare per kvadratkilometer. Närmaste större samhälle är Solţān Meydān, 16,9 km söder om Gol Mīm. Omgivningarna runt Gol Mīm är i huvudsak ett öppet busklandskap.